# NGC 1775
NGC 1775 is een open sterrenhoop in het sterrenbeeld Tafelberg. Hij werd op 12 november 1836 ontdekt door de Britse astronoom John Herschel.

## Synoniemen
- ESO 56-SC34